# Махан
Махан — кінська ковбаса.
Склад: конина, жир-сирець кінський, сіль, спеції
Енергетична цінність: в 100 г продукту: білки 19 г, жири 33,5 г, калорійність 377,5 ккал. Махан — традиційна ковбаса з конини у татар і ряду тюркських народів. У багатьох регіонах і мегаполісах з поліетнічним населенням (Поволжя), махан — бажаний делікатес в інтернаціональному святковому меню.

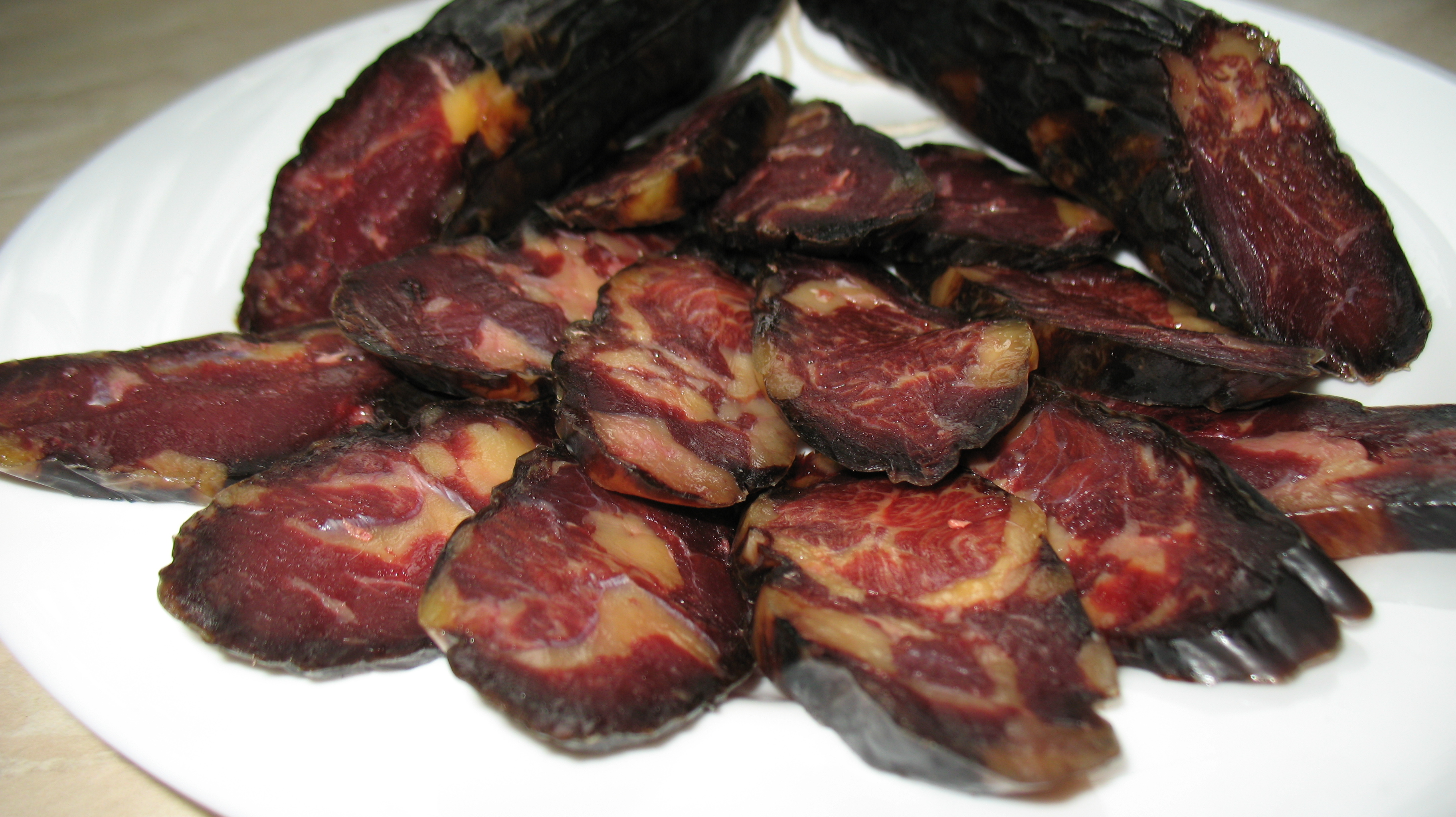
Махан — традиційна ковбаса

Відрізняється делікатним смаком, який визначає конина, твердою пружною структурою і в той же час приємно тане в роті. Ковбаса махан має характерний вигляд, пружну щільність і зріз. Якісний махан майже чорного кольору з вираженим рубіновим відтінком, добре видним на просвіт. Складається з цільних шматків м'яса і великих шматочків жиру. Справжня ковбаса махан не містить перемеленого фаршу. Для цінителів цієї ковбаси великі шматки жиру підкреслюють її особливість і не є недоліком.